# Гуй
Гуй (кит. 鬼) — в китайской мифологии демон, дух умершего.
Согласно китайской традиции, «Могуй» или «Могвай» (кит. 魔鬼, pinyin: móguǐ; кант.魔怪, mo1 gwaai3) — демоны, которые часто причиняют вред людям. Говорят, что они размножаются половым путём, во время брачного сезона, вызываемого приходом дождей. Предположительно, они заботятся о том, чтобы размножаться в это время, потому что дождь символизирует богатство и плодородие.
Термин «Мо» (魔, магия) происходит от санскритского «Мара», что означает «смерть, разрушение». В индуизме и буддизме Мара — демон-искуситель, заставляющий людей постоянно чего-то желать, убеждающий их в привлекательности земной жизни, тем самым обрекая их на бесконечный цикл перерождений и, следовательно, на страдания. Он ведёт людей к греху, преступлениям и самоуничтожению. Между тем, «Гуй» («Гвай») не обязательно означает «зло» или демонических духов, а просто души умерших. Тем не менее, в современных китайских традициях, этот термин обычно относится к духам мёртвых или призракам не-членов семьи, которые могут отомстить живым людям, причинившим им боль при жизни. Чтобы очиститься от грехов, люди жертвуют деньги Гуй путём сжигания (обычно поддельных) денежных банкнот, так что Гуй может иметь средства для использования их в загробной жизни.
Современное значение слова Могуй (Mogui) как «демоническое» и Гуй как «дьявольское» несколько изменилось вследствие западного влияния, так как при переводе на китайский язык библейских текстов Сатана в книге Иова и греческий термин «диаболо» переводятся как Могуй (Mogui).